# الأبطال (فلم 2023)
الأبطال هو فيلم كوميدي رياضي أمريكي لعام 2023، من إخراج بوبي فارلي، ومن سيناريو مارك ريزو، ومن بطولة وودي هارلسون، وكايتلين أولسون وإيرني هدسون وشيش مارين، الفيلم إعادة إنتاج باللغة الإنجليزية للفيلم الإسباني عام 2018 الذي يحمل نفس الاسم.

## روابط خارجية
- مقالات تستعمل روابط فنية بلا صلة مع ويكي بيانات